# Gale Rigobert
Tiến sĩ Gale Tracy Christiane Rigobert là một chính trị gia Saint Lucian, hiện là Bộ trưởng Giáo dục, Đổi mới, Quan hệ Giới tính và Phát triển Bền vững.. Cô đã đại diện cho khu vực bầu cử Micoud North trong Hạ viện.

## Tiểu sử
Bà là phó lãnh đạo chính trị của Đảng Công nhân Thống nhất. Cô đã giành được ghế trong cuộc tổng tuyển cử năm 2011. Rigobert là thành viên của Thượng viện Saint Lucia. Cô là một cựu giảng viên tại Đại học West Indies.